# Muntanyola
Muntanyola település Spanyolországban, Barcelona tartományban. Lakosainak száma 712 fő (2024).

## Földrajza
Muntanyola Santa Eulàlia de Riuprimer, Vic, Malla, Tona, Collsuspina, Moià, L'Estany, Santa Maria d’Oló, Oristà és Sant Bartomeu del Grau községekkel határos.

## Népesség
A település lakosságának változását az alábbi diagram mutatja:
| Lakosok száma | 300  | 459  | 440  | 344  | 163  | 397  | 570  | 595  | 634  | 712  |
|               | 1717 | 1887 | 1936 | 1960 | 1986 | 2004 | 2009 | 2014 | 2019 | 2024 |